# Charlie Bruneau
Pour les articles homonymes, voir Bruneau.
Charlie Bruneau est une actrice française née le 19 février 1980.

## Biographie
En 2000 - 2003, elle réalise les costumes dans l'émission Morning Live, notamment pour la rubrique les tubes du grenier.
En 2005, elle faisait partie de l'équipe de La Téloose, La Starloose et Bad People avec Manu Payet.
En 2010, elle apparaît dans plusieurs publicités comme Sanytol ou So Colissimo.
En 2012, elle joue le rôle d'Isabelle dans le film Dépression et des potes d'Arnaud Lemort.
Depuis 2012, elle joue le rôle de Roxane Le Kervelec dans la série En famille, diffusée quotidiennement  sur M6.
Le 14 mai 2015, elle apparaît dans plusieurs sketches de La Folle Soirée du Palmashow 2, et dans la parodie de Koh-Lanta.
En novembre 2019, elle annonce son mariage avec le réalisateur Jean-Baptiste Pouilloux, prévu pour août 2020. Le 17 janvier 2020, elle apparaît enceinte au Festival International du Film de Comédie de l’Alpe d’Huez. Dans un post instagram, elle fête le 1er anniversaire de son fils, le 10 mai 2021
.

## Filmographie

### Cinéma

#### Longs métrages
- 2001 : Ceci est mon corps de Rodolphe Marconi
- 2011 : Dépression et des potes d'Arnaud Lemort : Isabelle
- 2014 : Goal of the Dead de Benjamin Rocher et Thierry Poiraud : Solène
- 2016 : Le Correspondant de Jean-Michel Ben Soussan : hôtesse d'accueil
- 2019 : Beaux-parents d'Hector Cabello Reyes : Garance

#### Moyens métrages / Courts métrages / Clips
- 2005 : Tu es blonde – clip des Squatters
- 2007 : L'Apprivoisement – moyen métrage de Kwon Chang Hwan
- 2010 : Citizen KO de Louis Thévenon
- 2010 : Voûte plantaire – moyen métrage d'Alexandre Mehring (présenté en 2012 au festival du film français de Richmond, aux États-Unis)
- 2013 : Babyphone - Olivier Cassas (sortie en 2014 - sélectionné au Festival du film de comédie de l'Alpe d'Huez 2014)
- 2019 : Samedi en quinze - Yannick Privat - Prix d’interprétation féminine au Nikon Festival. Sélectionné au festival de l'Alpe d'Huez en 2020
- 2019 : Bonne mort - Alexandre Poulichot - sélectionné au Festival de l'Alpe d'Huez en 2020

### Télévision
- 2002 : C'est l'After – Chroniqueuse, interprétation, écriture de sketches (M6)
- 2003 : Charlie et ses drôles de lettres – Animation de l'émission (Comédie !)
- 2004 : Un peu de sérieux – Programme court quotidien (Comédie !)
- 2004 : La Téloose (Comédie !)
- 2004 : La Starloose (Comédie !)
- 2004 : Bad People (Comédie !)
- 2004–2005 : Charlie Show (M6 Music)
- 2005 : Hit Machine – Chroniqueuse (M6)
- 2005 : KD2A : Marie Deshaires (France 2)
- 2006 : Bienvenue chez les fous – Animation de l’émission (France 2)
- 2006 : Max et Charlie (M6 Music Hits)
- 2006 : Les Jurés (série télévisée)
- 2006 : R.I.S Police scientifique (série télévisée)
- 2006 : Bande Dehouf (série télévisée)
- 2006 : Préjudices (série télévisée)
- 2006 : Palizzi (série télévisée)
- 2009 : Paris 16e (série télévisée)
- 2010 : Les Urbanophiles (web-série)
- depuis 2012  : En famille (série télévisée) : Roxane Le Kervelec
- 2015 : La folle soirée du Palmashow 2
- 2016 : Chérif (série télévisée)
- 2016 : Loin de chez nous (série télévisée)
- 2017 : Quadras, série créée par Mélissa Drigeard et Vincent Juillet : Katia
- 2019 : Philharmonia de Louis Choquette : Agathe Robinson
- 2020 : Le Mensonge de Vincent Garenq : Léa
- 2021 : Meurtres à Porquerolles de Delphine Lemoine : Charlie Landowski
- 2022 : Je te promets (saison 2) : Julie
- 2022 : Crimes parfaits, épisode Le pied à l’étrier : Emilie Sagnol
- 2023 : Disparition inquiétante (série) : épisode 5 « Retour aux Sources (ex. Consentement Parental) », réalisé par Stéphanie Pillonca : Ophélie
- 2023 : Lycée Toulouse-Lautrec de Nicolas Cuche et Stéphanie Murat : Sylvie
- 2023 : À l'instinct de Myriam Vinocour : capitaine Ana Kerjouan
- 2023 : Respire de Jérôme Cornuau : Karine
- 2024 : La Vie rêvée des autres de Didier Le Pêcheur : Karine Petit
- 2024 : Après la nuit d'Indra Siera : Stéphanie Duval
- 2025 : Dans de beaux draps de Stéphanie Pillonca : Kathy Malinsky
- 2026 : Les Aventurières de Léa Fazer

### Publicités
- 2007-2009 :  Castorama
- 2010 : Sanytol
- 2010 : So Colissimo
- 2015 : LCL

## Théâtre
- 2010 : Ma voisine ne suce pas que de la glace de Jérémy Wulc
- 2011 : Le Cercle des joyeux désespérés de Karine de Demo
- 2012 : Simplement complexe de Philippe Elno
- 2023 : Oublie-moi de Matthew Seager